# Xilam
Xilam est une société française de production de séries d'animation et de longs-métrages d'animation fondée par Marc du Pontavice en 1999.

## Historique
L'origine de Xilam est étroitement liée à l'activité de production télévisée de Gaumont, lancée au début des années 1990. À partir de 1990, Marc du Pontavice intègre le groupe Gaumont pour développer une activité de production pour la télévision et cofonde Gaumont Télévision. De 1994 à 1998, certains dessins animés tels que Les Zinzins de l'espace et Oggy et les Cafards rencontrent un succès international, et ce n'est qu'en 1999 que la société Xilam rachète à Gaumont les productions en cours, dont Oggy, ainsi que les actifs de Gaumont Multimédia.
En 2002 Xilam s'introduit à la bourse de Paris.
En 2003 sort au cinéma le premier long-métrage d'animation de Xilam, Kaena, la prophétie, un long-métrage en images de synthèse.
En 2007 sort Tous à l'Ouest, film dédié à Lucky Luke avec Dargaud, réalisé par Olivier Jean-Marie.
Xilam rachète le studio d'animation Armada au Viêt Nam en 2008.
Le 3 novembre 2015, Xilam annonce l'ouverture pour le premier trimestre 2016 d'un nouveau studio au Pôle Pixel à Villeurbanne afin d'accélérer le rythme de ses productions. Ce nouveau studio produira la série Paprika ainsi que la deuxième saison de Magic.
Xilam annonce la production des saisons 5, 6 et 7 d'Oggy et les Cafards en utilisant la 4K. Un nouveau studio a été ouvert à Angoulême afin de rapatrier la production en France en plus de celui de Villeurbanne.
En 2020, Xilam acquiert la société française de production d'animation Cube Creative.

## Cotation
La société est cotée en bourse Paris Euronext au Compartiment B et figure dans les indices : CAC All Shares, CAC All-Tradable, CAC Mid Small, CAC PME, CAC Small, EnterNext© PEA-PME 150, PEA, PEA-PME, Tech 40.

## Actionnaires
Liste des principaux actionnaires au 30 octobre 2021 :
| Nom                                             | Actions   | %      |
| Marc du Pontavice                               | 1 788 338 | 36,4 % |
| BFT Investment Managers                         | 338 500   | 6,89 % |
| Swedbank Robur Fonder                           | 249 188   | 5,07 % |
| Sycomore Asset Management                       | 84 807    | 1,73 % |
| Covéa Finance                                   | 65 433    | 1,33 % |
| AXA Investment Managers (Paris)                 | 61 671    | 1,26 % |
| Xilam Animation (Autocontrôle boursier)         | 57 456    | 1,17 % |
| Crédit mutuel Asset Management                  | 43 688    | 0,89 % |
| Amundi Asset Management (Investment Management) | 43 512    | 0,89 % |
| Mandarine Gestion                               | 38 017    | 0,77 % |

## Origine du nom
Le nom de la société, Xilam, est l'anagramme d'une déclaration d'amour de Marc du Pontavice à sa femme, Alix de Maistre (M-Alix), car il a une interprétation édifiante et est composé de deux syllabes « xi » et « lam », où la première vient du nom grec de la lettre « X », qui est le symbole de la transgression et le second est une référence à l'âme qui vient du mot latin anima.

## Filmographie

### ParGaumont Télévision1994-1999
- 1994-1996 : Highlander
- 1997 : Sky Dancers
- 1997-1998 : Dragon Flyz
- 1997-1998 : Les Zinzins de l'espace
- 1998 : Le Magicien
- 1998-1999 : Oggy et les Cafards

### Anciennes séries télévisées1999-2019
- 2001-2002 : Cartouche, prince des faubourgs
- 2005-2006 : Les Zinzins de l'espace
- 2006-2007 : Shuriken School
- 2006-2007 : Rantanplan
- 2008-2009 : Rahan
- 2008-2018 : Magic
- 2009-2010 : Monsieur Bébé
- 2010-2015 : Les Dalton
- 2011-2014 : Flapacha, où es-tu ?
- 2013 : C'est quoi l'idée ?
- 2013-2015 : Hubert et Takako
- 2017 : Bienvenue chez les Ronks !
- 2017-2019 : Paprika

### Jeux ( vidéos ) 2001
- Stupid Invaders : jeu vidéo avec Ubisoft adapté de la série Les Zinzins de l'espace.

### Coproduit avecTooncan2001-2005
- 2001-2003 : Les Nouvelles Aventures de Lucky Luke
- 2003 : Ratz
- 2005 : Toupou

### Longs métrages d'animation 2003 -2019
- 2003 : Kaena, la prophétie
- 2007 : Shuriken School, le film
- 2007 : Tous à l'Ouest : Une aventure de Lucky Luke
- 2013 : Oggy et les Cafards, le film
- 2019 : J'ai perdu mon corps
- 2019 : La Vie de château

### Chansons 2006
- Pas de panique à bord : single de la chanson de la série Ratz, distribution : Sony Music Entertainment.

### Séries télévisées d'animation en cours ou futures depuis2010
- depuis 1999 : Oggy et les Cafards
- depuis 2010 : Zig et Sharko
- depuis 2017 Athleticus
- depuis 2019 : Moka
- depuis 2020 : Coache-moi si tu peux
- depuis 2020 : De Gaulle à la plage
- depuis 2020 : Boon et Pimento
- depuis 2021 : Les Contes de Lupin
- depuis 2021 :  Oggy et les Cafards : Nouvelle Génération
- depuis 2021 :  La vie de château(série d'animation)
- depuis 2021 : Oggy Oggy
- depuis 2021 : Les Aventures de Bernie
- depuis 2022 : Pfffirates
- depuis 2022 : Karaté Mouton
- depuis 2023 : Potobot
- 2024 : Les Doomies
- ???? : Gemma et les défenseurs
- ???? : Phil et Sophia

### Longs métrages2010
- 2010 : Gainsbourg (vie héroïque) de Joann Sfar

### Coproduit avecDreamWorks Animationdepuis2019
- depuis 2019 : Mr. Magoo[11]

### Coproduit avec Cube Creative depuis 2020
- depuis 2020 : T'es où, Chicky ?
- depuis 2021 :Tangranimo

### Coproduit avecDisney Television Animationdepuis 2021
- depuis 2021 : Les Aventures au Parc de Tic et Tac[12]

## Studios
Xilam est implanté en plusieurs studios, d'abord un à Paris servant à la conception et à la post-production des productions. Deux autres ont ouvert à Villeurbanne et à Angoulême et un autre au Viêt Nam. Anciennement nommé Armada, le studio vietnamien situé à Hô Chi Minh-Ville permettait jusqu'ici de produire de l'animation traditionnelle et de la couleur pour des séries tels que Les Zinzins de l'espace, Oggy et les Cafards ou encore Zig et Sharko.